# Cortes republicanas
Las Cortes republicanas, oficialmente denominadas Cortes —también denominadas Congreso de los Diputados—, fueron la legislatura unicameral de la Segunda República Española entre 1931 y 1939. Tras el fin de la Guerra Civil se reunieron varias veces en el exilio, la última en 1945.

## Historia
Tras las elecciones constituyentes de 1931, las Cortes, encargadas de la elaboración de una nueva Constitución, fueron inauguradas el 14 de julio de 1931. La composición de la Cámara en el período constituyente fue dominada por los partidos de centro e izquierda, la mayoría republicano-socialista. El socialista Julián Besteiro fue el primer presidente de las Cortes, primero interino y después elegido definitivamente el 28 de julio de 1931. El 1 de octubre de 1931 la Cámara aprobó el artículo constitucional que consagraría el sufragio femenino con 161 votos favorables y 121 en contra. La Constitución de 1931 fue finalmente aprobada el 9 de diciembre de 1931 con 368 votos a favor y ninguno en contra (ausentándose 89 diputados de derecha). El texto reguló la figura de la Diputación Permanente, con la función de asumir las funciones de la cámara parlamentaria durante los paréntesis de esta. En julio de 1933 la Cámara aprobaría una ley electoral que acentuaría la prima a las mayorías que ya había introducido la legislación promulgada por el Gobierno provisional antes de la celebración de las primeras elecciones de 1931.
Las elecciones de 1933, celebradas ya bajo la nueva legislación, dieron lugar a un cambio parlamentario y a una Cámara con la derechista CEDA como grupo parlamentario más numeroso. Abiertas el 8 de diciembre de 1933, las nuevas Cortes eligieron de manera provisional como presidente de la Cámara al radical Santiago Alba. En noviembre de 1934 se aprobó el cambio del reglamento de las Cortes.
Las elecciones de 1936, también desarrolladas con la ley electoral de 1933, dieron una mayoría parlamentaria al Frente Popular de izquierdas. El republicano Diego Martínez Barrio sería elegido presidente de la Cortes.
Durante el trascurso de la guerra civil, las Cortes no volvieron a reunirse en Madrid y se convirtieron en itinerantes: celebraron en 1937 sesiones en Valencia (en el edificio del Ayuntamiento de Valencia y en la Lonja de la Seda) y en 1938 en el monasterio de Montserrat y en San Cugat. Ya cerca del fin del conflicto, las Cortes, camino del exilio, celebraron su última sesión en territorio español el 1 de febrero de 1939 en el castillo de San Fernando de Figueras, cerrándose esta a las 24:45 horas.
Una vez acabada la guerra civil e instaurada la dictadura de Francisco Franco en todo el territorio español en 1939, las Cortes republicanas se siguieron reuniendo en el exilio.

## Elecciones

### Circunscripciones electorales
La legislación de mayo de 1931 introducida por el Gobierno provisional modificó el Decreto de 8 de agosto de 1907 y los distritos de la Restauración por circunscripciones provinciales, con la salvedad de las capitales de provincia con población superior a los 100 000 habitantes, que se constituían como circunscripciones independientes a la provincial. Además, Cartagena, Ceuta y Melilla también conformaron circunscripción. Las elecciones de 1931 se efectuaron por tanto con 63 circunscripciones.
Tras la implantación de la ley electoral de 1933, con el aumento a 150 000 habitantes de la población necesaria de una capital de provincia para constituirse como circunscripción independiente de la provincial, perdieron la condición de circunscripción las capitales de Córdoba y Granada. La circunscripción de Cartagena empleada en 1931 se integró en la de Murcia (provincia) para las elecciones de 1933 y 1936.

### Comicios celebrados
- Elecciones generales de España de 1931
- Elecciones generales de España de 1933
- Elecciones generales de España de 1936